# Avrundning
Med avrundning av ett tal menas att talet ersätts med en approximation som är kortare, enklare eller tydligare. Det kan till exempel innebära att det avrundade talet har färre värdesiffror (signifikanta siffror). Exempelvis kan talet 25 012 avrundas till 25 000, {\displaystyle {\sqrt {2}}} till 1,41 och 312/935 till 1/3.
Vilka regler som används för avrundning beror på sammanhang och användning – i praktiska tillämpningar är det ibland alltid lämpligt att avrunda uppåt (eller nedåt), och exempelvis för procentandelar kan det vara olämpligt att avrunda 99,9 % till 100 % även om man för andra andelar skulle göra motsvarande avrundning. Den vanligaste avrundningsmetoden är att avrunda till det närmsta talet med ett givet antal värdesiffror, "avrunda uppåt om siffran efteråt är 5 eller mer" (enligt svensk standard 14141), alternativt ”avrunda 5 mot det jämna talet”. Men detta är alltså inte något som kan eller bör gälla oavsett sammanhang.

## Avrundningsmetoder
För att avrunda tal finns det flera olika metoder. För tal med en decimal som ska avrundas till ett heltal, så säger de flesta metoder att vi ska avrunda till det närmsta heltalet. Men det finns också tillfällen där man alltid ska avrunda mot plus eller minus oändligheten eller mot eller från noll. Förutom detta så är det ofta vid gränsvärdet 0,5 som metoderna skiljer sig åt.

### Vetenskaplig avrundning av en decimal ("Halva mot jämnt")[2]
Om talets sista decimal är 5 skall den näst sista decimalen avrundas till närmaste jämna siffra. 23,5 avrundas till 24 men 2,25 till 2,2. Om de två sista siffrorna kan antas vara likformigt fördelade, så ger detta inte upphov till några systematiska fel.

### Stokastisk avrundning
Tal avrundas slumpmässigt antingen uppåt eller nedåt till närmaste heltal. Detta ger en jämn fördelning även på mängder med bara udda eller jämna tal, men samtidigt gör slumpelementet att två avrundningar kan ge olika resultat på samma datamängd. Tekniken används främst för att slippa artefakter när bild eller ljud digitaliseras.

### Svensk avrundning
Inom så kallad svensk avrundning avrundar man uppåt om sista siffran man vill ha med följs av 5, 6, 7, 8 eller 9 och nedåt om sista siffran man vill ha med följs av 0, 1, 2, 3 eller 4.
Detta kommer från den svenska öresavrundningen i butiker, som för 1-kronaintervaller ser ut såhär:
- 1  t.o.m 49 öre avrundas till 0 kronor.
- 50  t.o.m. 99 öre avrundas till 1 krona.

## Avrundningsfel
När man avrundar ett tal uppstår ett fel i förhållande till det exakta talet. Detta kallas avrundningsfel.

## Avrundningsregler i lag rörande betalningar och vissa slags penningfordringar
Lagen (1970:1029) om avrundning av vissa öresbelopp
Lagen (1972:180) om avrundning av vissa fordringar till helt krontal, m.m.